# ドンスコイ (トゥーラ州)
座標: 北緯53度57分56.88秒 東経38度19分28.92秒 / 北緯53.9658000度 東経38.3247000度

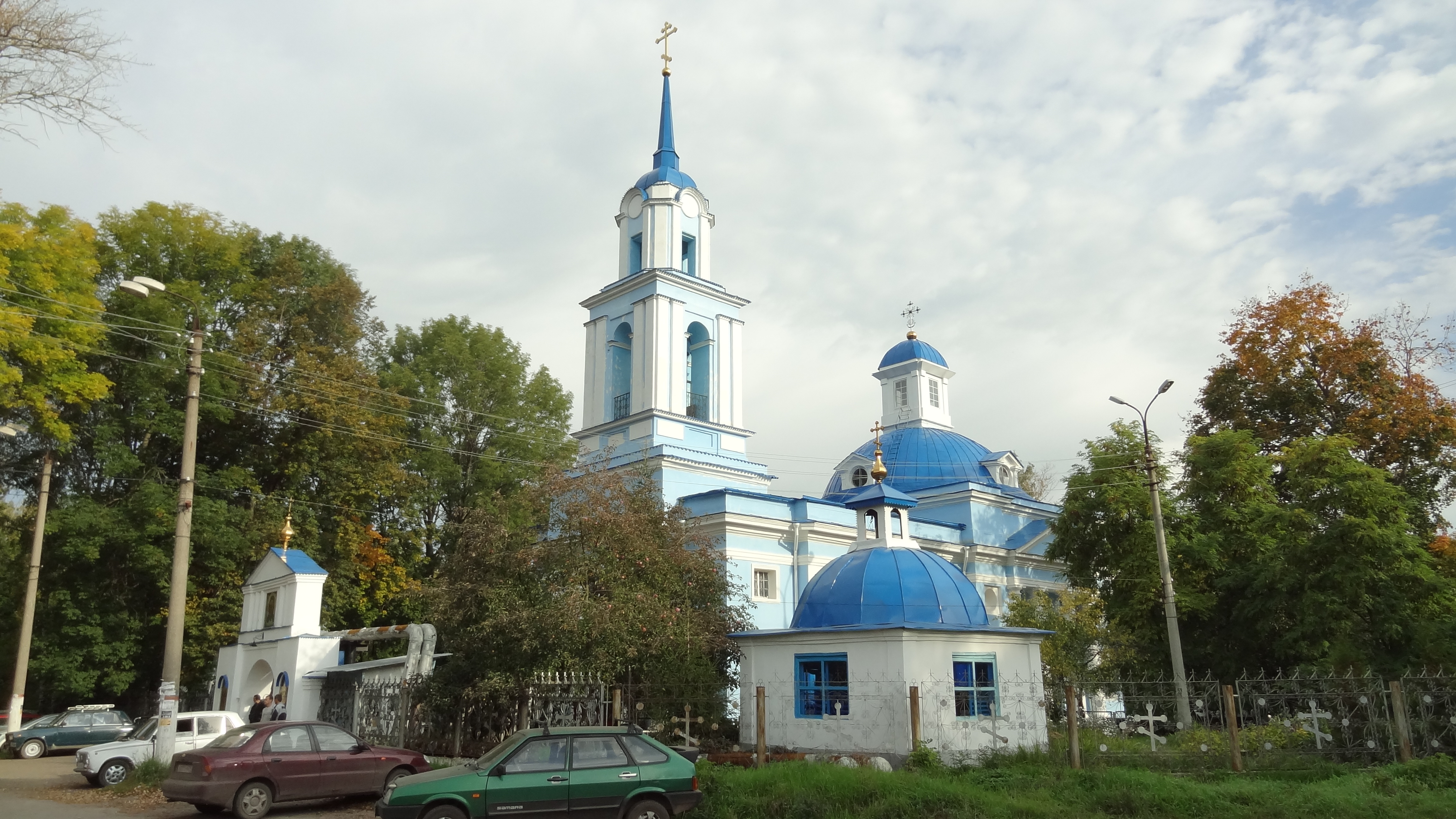

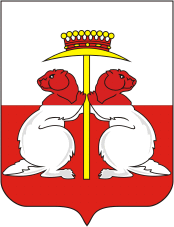
ドンスコイの紋章

ドンスコイ（ロシア語: Донской、ラテン文字表記の例: Donskoy）は、ロシアのトゥーラ州にある都市。人口は6万3837人（2021年）。州都トゥーラから南東へ65km。すぐ北にはノヴォモスコフスク、西にはウズロヴァヤの町があり鉄道で結ばれている。
人口は、周囲の市町村を合併前の2002年国勢調査では3万2745人だった。

## 歴史
この周辺が文献に最初に登場するのは1572年のことである。ボブリク川が流れるこの地はボブリキ（Бо́брики、Bobriki）と呼ばれていた。18世紀後半、皇帝エカテリーナ2世と愛人グリゴリー・オルロフの間に生まれた不義の子はボブリキ村で育ち、長じてこの村の名にちなんでアレクセイ・グリゴリエヴィチ・ボーブリンスキーを名乗り、貴族ボーブリンスキー家の始祖となった。その地所に今も残るのは、1778年に建てられボーブリンスキー家の霊廟となった聖堂のみである。
1881年、この付近で豊富な褐炭が発見された。周囲にはボブリキ（現在のノヴォモスコフスク）をはじめ多数の炭坑集落が誕生した。そのうちの一つが、近くにドン川の源流があることにちなんでドンスコイと名付けられた。この集落は1939年に市の地位を与えられ現在に至っている。
2005年、ドンスコイの北東にあるセヴェロ＝ザドンスク市（Северо-Задонск, 人口17,249人）、および都市型集落のコムソモリスキー（Комсомольский）、ノヴォウゴリヌイ（Новоугольный）、ポドレスヌイ（Подлесный）、ルドネフ（Руднев）、ザドニエ（Задонье）、シャフチョルスキー（Шахтёрский）がドンスコイと合併し、1市6町を併合した後のドンスコイの人口は倍に増えた。しかしながら、ドンスコイおよびドンスコイが併合した町はいずれも褐炭の採掘が主産業だった町であり、炭鉱が衰退した1980年代半ば以降はいずれも人口は減少傾向にある。

## 産業と交通
今日では、周囲での褐炭採掘は主産業ではなくなった。市内には30以上の工場があり、機械、家具、繊維製品などを製造している。ドンスコイの鉄道駅からはトゥーラ、ノヴォモスコフスク、カルーガ、シズラニなどへの鉄道が通る。また、すぐ西のウズロヴァヤを、モスクワからヴォロネジを経てロストフ・ナ・ドヌへ向かうM4幹線道路が通る。